# Житие преподобной Евфросинии Полоцкой
Житие преподобной Евфросинии Полоцкой — памятник восточнославянской агиографической литературы XII века. Житие дошло до нашего времени в шести редакциях и более чем в 150 списках XVI—XVIII веков, что свидетельствует о популярности данного произведения.

## История создания
Автором произведения являлась, по одной из версий, Звенислава Борисовна. По другой, оно могло быть создано в XII веке «слугой» Евфросинии Михаилом. М. Н. Тихомиров, А. В. Назаренко, И. В. Саверченко и другие также относили написание Жития к XII веку. А. И. Соболевский и А. В. Назаренко считали, что оно было написано сразу после смерти княжны.
Текст памятника построен согласно агиографическим канонам средневековой житийной литературы. Одним из первообразцов могло служить «Житие Евфросинии Александрийской». Однако текст «Жития преподобной Евфросинии Полоцкой» отличают индивидуальные особенности. Исследователи отмечают яркие диалоги и монологи Евфросинии, которые, возможно, основывались на произведениях самой Евфросинии.

## Структура
«Житие преподобной Евфросинии Полоцкой» предваряет традиционное для агиографии риторическое вступление. Основную часть произведения составляет повествование о жизненном пути Евфросинии как о духовном восхождении. Завершает произведение Похвала. В «Житии преподобной Евфросинии Полоцкой» отсутствует обычный для агиографий рассказ о посмертных чудесах.

## Содержание
В возрасте 12 лет Евфросиния Полоцкая (1110—1173), внучка полоцкого князя Всеслава Брячиславича (Чародея), ушла из дома и постриглась в монахини. Она основала в Полоцке мужской и женский монастыри, ей была подарена знаменитая Ефесская икона Богородицы, создание которой предание приписывает евангелисту Луке. По заказу Евфросинии Лазарем Богшей был создан напрестольный Крест. В конце жизни Евфросиния совершила паломничество в Иерусалим, где умерла в 1173 году. Затем её мощи были перенесены в Киево-Печерскую лавру.
Каким языком, братия, достойно мне похвалить светозарную память преблаженной невесты Христовой Евфросинии! Была бо помощницей обидимых, скорбящих утешением, нагих одеянием, больных посещением и, просто говоря, для всех была всем. Евфросиния сердце своё напояла Божией премудростью. Евфросиния - неувядающий цвет райского сада. Евфросиния - небопарный орел, воспаривший от запада до востока, словно луч солнечный, просветивший землю Полоцкую. Тем же, братия, хвалится Солунь о святом Димитрии, а Вышгород - мучениками Борисом и Глебом; я же хвалюсь: блажен ты, град Полоцк, таковую леторасль возрастивший - преподобную Евфросинию. Блаженны люди, живущие во граде том! Блаженны родители твои, блаженно чрево из коего изошла преподобная госпожа Евфросиния. Блаженно рождение её, блаженно воспитание её! Блажен возраст твой, Евфросиния достохвальная, блажен труд твой и подвиги ради Бога! Блажен твой монастырь, блаженны насельники монастырей Святого Спаса и Святой Богородицы, блаженны люди, тебе послужившие! О преблаженная невеста Христа Бога нашего! Молись к Богу о стаде своем, которое собрала во Христе, Коему подобают всякая слава, честь и поклонение со Отцом и со Святым Духом, ныне и присно и во веки веков!